# 2970 Песталоци
2970 Песталоци (2970 Pestalozzi) је астероид главног астероидног појаса са средњом удаљеношћу од Сунца која износи 2,639 астрономских јединица (АЈ).
Апсолутна магнитуда астероида је 12,5.